# Schröderstraße (Berlin)
Die Schröderstraße ist eine Seitenstraße im Berliner Ortsteil Mitte des gleichnamigen Bezirks. Sie gehört zur Ortslage Oranienburger Vorstadt und liegt zwischen der Garten- und der Bergstraße. Ursprünglich lag seit 1798 südlich des Geländes der Friedhof der Sophiengemeinde, der nicht weit von der historischen Akzisemauer und der vor ihr verlaufenden Torstraße angelegt war. In dieser Zeit wurde die Gegend Vogtland genannt (zwischen Hamburger und Rosenthaler Tor). Der Friedhof wurde zugunsten eines Volksbades (heute: Stadtbad Mitte) und einer Grünanlage (heute: Heinrich-Zille-Park) eingeebnet. Die Tradition setzt der Friedhof II fort.
Die Straße wurde 1904 auf Kosten der Hamburg-Amerika-Gesellschaft angelegt. Am 13. April 1904 erhielt sie ihren Namen nach dem Aufsichtsratsmitglied Johann Rudolph Schröder (1852–1938).
Die Straße selbst ist bis auf ein Haus in ihrer ursprünglichen Substanz erhalten. Die evangelisch-methodistische Erlöserkirche (Schröderstraße 5) steht unter Denkmalschutz. Sie wurde im gleichen Jahr von Carl Breuer (* 1872) im neogotischen Stil hinter einem Wohngebäude und einem kleinen Hinterhof erbaut. Nördlich der Straße etablierte sich die Firma Hoppe, die Teil des sogenannten Feuerlandes wurde.